# Paul Rosenthal (chính khách Colorado)
Paul Rosenthal là một nhà hoạt động cộng đồng, giáo viên và chính trị gia người Mỹ, từng phục vụ tại Hạ viện Colorado từ năm 2013 đến 2019. Ông đại diện cho Quận Quốc hội số 9.
Rosenthal là người đồng tính công khai.  Khi nhậm chức, ông gia nhập các chính trị gia LGBT công khai khác, bao gồm cả Chủ tịch Quốc hội Mark Ferrandino (D - HD 2), Dân biểu Dominick Moreno (D - HD 32), Joann Ginal (D - HD 52) và Sue Schafer (D - HD 24), as well as senators Pat Steadman (D - SD 31), Lucía Guzmán (D - SD 34) and Jessie Ulibarri (D - SD 21).
Rosenthal đã ra tranh cử lại vào năm 2018 nhưng đã bị loại trong đảng Dân chủ, vì vậy ông không phải là ứng cử viên trong cuộc tổng tuyển cử.